# Restaurant Misverstand (Bélgica)
Restaurant Misverstand é um reality show belga baseado em um formato britânico intitulado The Restaurant That Makes Mistakes, que, por sua vez, foi inspirado no experimento japonês Restaurant of Mistaken Orders, de Shiro Oguni. A atração é apresentada por Dieter Coppens, com o chef Seppe Nobels. A produção também conta com o apoio da chef assistente Romina e da especialista Anouck de Bruijn, do Centro de Especialização em Demência, na Flandres.
Em novembro de 2024, a segunda temporada do programa conquistou o Prêmio Emmy Internacional na categoria de entretenimento não roteirizado, em Nova Iorque.

## Formato
O programa tem como objetivo combater o mal-entendido frequentemente enfrentado por pessoas com demência de início precoce, que muitas vezes são forçadas a abandonar o trabalho, o que leva à perda de autoconfiança. A proposta do programa é mudar as percepções, mostrando o que esses indivíduos ainda são capazes de alcançar após o diagnóstico.

## Prêmios e indicações
| Ano  | Prêmio                        | Categoria                                     | Indicado               | Resultado |
| 2024 | 52º International Emmy Awards | Melhor programa de entretenimento sem roteiro | Restaurant Misverstand | Venceu    |